# Alphabet Rousselot-Gilliéron
Cette page contient des caractères spéciaux ou non latins. S’ils s’affichent mal (▯, ?, etc.), consultez la page d’aide Unicode.
L’alphabet Rousselot-Gilliéron, aussi appelé alphabet phonétique de l’Abbé Rousselot, est un système de transcription phonétique mis au point par l’abbé Rousselot en 1887, basé sur l’écriture latine, qui a principalement été utilisé pour la transcription des langues gallo-romanes dans plusieurs ouvrages et revues de dialectologie dont notamment la Revue des patois gallo-romans de Jules Gilliéron et l’Abbé Rousselot, ou l’Atlas linguistique de la France. La Société du parler français au Canada adopte cet alphabet, avec quelques simplifications typographiques, pour son bulletin Bulletin du parler français au Canada. Légèrement adapté, c'est également le système de transcription utilisé par l'Atlas linguistique de la France par régions (ALFR) publié par le CNRS depuis 1980.

## Symboles

### Voyelles
|                              | Pures                          | Pures                  | Pures               |
|                              | Indéterminées pour la quantité | Brèves                 | Longues             |
| ---------------------------- | ------------------------------ | ---------------------- | ------------------- |
| Indéterminées pour le timbre | a, e, i, o, u, ꭒ, œ, ė         | ă, ĕ, ĭ, ŏ, ŭ, ꭒ̆, œ̆, ĕ̇ | ā, ē, ī, ō, ū, ꭒ̄, œ̄ |
| Ouvertes                     | à, è, ì, ò, ù, ꭒ̀, œ̀            | ằ, ĕ̀, ĭ̀, ŏ̀, ŭ̀, ꭒ̆̀, œ̆̀    | ā̀, ḕ, ī̀, ṑ, ū̀, ꭒ̄̀, œ̄̀ |
| Fermées                      | á, é, í, ó, ú, ꭒ́, œ́            | ắ, ĕ́, ĭ́, ŏ́, ŭ́, ꭒ̆́, œ̆́    | ā́, ḗ, ī́, ṓ, ū́, ꭒ̄́, œ̄́ |
|                              | Nasales                        |                        |                     |
|                              | Brèves                         | Longues                | Demi-nasales        |
| Indéterminées pour le timbre | ã, ẽ, ĩ, õ, ũ, ꭒ̃, œ̃, ė̃         | ā̃, ē̃, ō̃                | a᷑, e᷑, i᷑, o᷑, u᷑, ꭒ᷑, œ᷑ |
| Ouvertes                     | à̃, è̃, ò̃, œ̀̃                     | è̄̃                      | à᷑, è᷑, ò᷑, œ̀᷑          |
| Fermées                      | á̃, é̃, ó̃, œ́̃                     | é̄̃                      | á᷑, é᷑, ó᷑, œ́᷑          |
|                              |                                | ā᷑, ō᷑                   |                     |

| Pure    | aͤ, aͦ, eͥ, ꭒͦ, u, uͥ | aͤ̆, aͦ̄    | aͤ̀, aͦ̀    |
| Nasales | aͤ̃, aͦ̃, aͦ᷑          | aͤ̃, aͦ̃, aͦ᷑ | aͤ̃, aͦ̃, aͦ᷑ |

Les voyelles toniques sont indiquées à l’aide de la ligne verticale souscrite : a, e̩, i̩, o̩, u̩, ꭒ̩, œ̩, ė̩, ă̩, ĕ̩, etc.
Le caractère U crochet minuscule ‹ ꭒ › est .

### Consonnes
| Symboles | Notes                              | API |
| -------- | ---------------------------------- | --- |
| b        |                                    | [b] |
| ꞓ        | ch français                        | [ʃ] |
| c̑        | Ich-Laut                           | [ç] |
| ç̑        | Ach-Laut                           | [χ] |
| d        |                                    | [d̪] |
| ḓ        | d anglais                          | [d] |
| f        |                                    | [f] |
| ɡ        | g dur                              | [ɡ] |
| h        | h aspiré                           | [h] |
| j        |                                    | [ʒ] |
| k        |                                    | [k] |
| l        |                                    | [l] |
| l̮        | l palatale                         | [ʎ] |
| l̮̣        | l résonnante                       | [ɭ] |
| m        |                                    | [m] |
| ṃ        |                                    |     |
| n        |                                    | [n] |
| n̮        | n palatale                         | [ɲ] |
| ṅ        | n vélaire                          | [ŋ] |
| p        |                                    | [p] |
| r        | r roulée longuement avec la langue | [r] |
| r̃        | r grasseyée                        | [ʀ] |
| ȓ        | r française ou allemande           | [ʁ] |
| ṙ        | r vélaire                          | [ɣ] |
| ṛ        | r roulée avec la langue            | [ɾ] |
| r̥        | r résonnante                       |     |
| s        | s sourde                           |     |
| ṣ        | th dure anglaise                   | [θ] |
| t        |                                    | [t̪] |
| t̯        | t anglais                          | [t] |
| v        |                                    |     |
| w        | w anglais                          | [w] |
| ẅ        | u semi-consonne                    | [ɥ] |
| y        | i semi-consonne                    | [j] |
| z        |                                    | [z] |
| ẓ        | th doux anglais                    | [ð] |

### Souplesse d'emploi
La souplesse d'emploi de l'alphabet Rousselot-Gilliéron, parfaitement adapté à notation dialectologique et au travail de terrain, se vérifie par diverses caractéristiques :
- possibilité de superposer deux voyelles ou deux consonnes pour noter un son intermédiaire.
- possibilité de redoubler les accents aigus ‹ ˝ › ou graves ‹  ̏ › sur une voyelle pour en noter une plus grande fermeture ou ouverture (système utilisé dans les Atlas régionaux).
- possibilité d'écrire en indice une voyelle ou une consonne moins nettement prononcée (idem).